# Filandre cendrós
El filandre cendrós (Philander canus) és una espècie de marsupial de l'ordre dels didelfimorfs. Viu al centre i oest del Brasil, el nord de l'Argentina, l'est de Bolívia, l'est del Perú, el nord-est de Colòmbia i Veneçuela. El seu pelatge dorsal és curt i de color gris uniforme, mentre que el ventral és de color blanc o crema. És força més petit que el filandre d'Allen (P. opossum).